# Абрикосов, Георгий Георгиевич
Георгий Георгиевич Абрикосов (6.05.1901, Москва — 1967, Москва) — советский зоолог. Кандидат биологических наук. Сфера научных интересов — мшанки морей и пресных водоёмов СССР.

## Биография
Из знаменитой московской семьи Абрикосовых. По отцу являлся внуком Алексея Ивановича Абрикосова, русского предпринимателя, фабриканта, основателя во второй половине XIX века «Фабрично-торгового товарищества А. И. Абрикосова сыновей» (ныне концерн «Бабаевский»).
Родители: отец - Георгий Алексеевич Абрикосов (1861—1922), мать-  Мария Александровна, урождённая Шилова (1866—1930).
Окончил физико-математический факультет МГУ (1924). Ученик Г. А. Кожевникова. Студентом был членом «Биологического кружка имени Ламарка» (руководитель Е. С. Смирнов).
Прообраз ученого Владимира Персикова в «Роковых яйцах» М.Булгакова.
Доцент кафедры зоологии беспозвоночных/зоологии и сравнительной анатомии беспозвоночных биологического/биолого-почвенного факультета (1930—1967). Сотрудник Зоологического музея (1932—1967). Директор Беломорской биологической станции (1941—1946).

## Труды

### Основные
«Животный мир СССР» (соавт., 1936), «Краткий определитель фауны и флоры северных морей СССР» (соавт., 1937), «Определитель фауны и флоры северных морей СССР» (соавт., 1948), учебник «Курс зоологии»
- Курс зоологии [Текст] : [Для ун-тов и пед. вузов] : В 2 т. / Г. Г. Абрикосов, Э. [!] Г. Банников, Э. Г. Беккер и др. ; Под ред. проф. Б. С. Матвеева. — 6-е изд. — Москва : Высш. школа, 1961. — 2 т.

- Определитель фауны и флоры северных морей СССР / Под ред. проф. Н. С. Гаевской. Сост.: Г. Г. Абрикосов, Н. А. Березина, З. С. Бронштейн и др. — М.: Советская наука, 1948. — 740 с. — 7000 экз.

## Книги, брошюры
- Абрикосов, Георгий Георгиевич. К познанию фауны мшанок озера Байкал / Г. Г. Абрикосов. — Саратов : Б. и., 1924
- Абрикосов, Георгий Георгиевич. Uber die Susswasser — Bryozoen der USSR / G. Abrikosov. — Ленинград : [б. и.], 1927.
- Курс зоологии [Текст] : В 2 т. : [Для гос. ун-тов и пед. ин-тов] / Г. Г. Абрикосов, А. Г. Банников… Б. С. Матвеев и др. ; Под общ. ред. проф. Б. С. Матвеева. — 5-е изд. — Москва : Сов. наука, 1955—1956. — 2 т.; 27 см. Т. 1: Беспозвоночные. Т. 1 / Г. Г. Абрикосов, Э. Г. Беккер, Л. Б. Левинсон [и др.] ; Под ред. Г. Г. Абрикосова и Л. Б. Левинсона. — 1955—1956. — 520 с